# Будинарци
Будинарци (на македонска литературна норма: Будинарци) е село в Северна Македония, община Берово.

## География
Селото е разположено в историческата област Малешево.

## История
В района на Будинарци са разположени няколко археологически обекта, най-старият от които е от желязната епоха. Той представлява некропол, намиращ се в източния край на селото, в местността Поповица. Край Будинарци са открити останки и от три селища от римско време – в местностите Градище, Лаките-Селище и Селище. От същия период са могилите Авлия и Чука, а останки от селища от времето на Късната античност са открити в местностите Каменица и Присой.
В османски данъчни регистри на немюсюлманското население от вилаета Малешева от 1621 – 1622 година е отбелязано село Будуниче с 13 джизие ханета (домакинства).
В края на XIX век Будинарци е българско село в Малешевска каза на Османската империя. Църквата „Свети Георги“ е от 1854 година. В „Етнография на вилаетите Адрианопол, Монастир и Салоника“, издадена в Константинопол в 1878 година и отразяваща статистиката на населението от 1873 година, Будакьой Мирово (Boudakeui Mirovo) е посочено като село с 60 домакинства, като жителите му са 227 българи. Според статистиката на Васил Кънчов („Македония. Етнография и статистика“) от 1900 година Будинарци е населявано от 800 жители българи християни.
В началото на XX век цялото население на Будинарци е под върховенството на Българската екзархия. По данни на секретаря на екзархията Димитър Мишев („La Macédoine et sa Population Chrétienne“) през1905 година в Будинарци има 640 българи екзархисти и функционира българско училище.
При избухването на Балканската война в 1912 година 4 души от Будинарци са доброволци в Македоно-одринското опълчение.
През март 1915 година, 47-годишният Георги Трайков, 40-годишният Ефтим Кантуров, 60-годишният Стоица Трънчов и жената на свещеника са убити от сръбските.
Според преброяването от 2002 година селото има 682 жители.
| Националност     | Всичко |
| северномакедонци | 681    |
| албанци          | 0      |
| турци            | 0      |
| роми             | 0      |
| власи            | 0      |
| сърби            | 1      |
| бошняци          | 0      |
| други            | 0      |

## Личности
Родени в Будинарци
- Васе Пехливана (Васил Георгиев, 1870 – ?), български революционер, войвода на ВМОК, македоно-одрински опълченец
- Васе Черкеза, малешевски войвода на ВМОК, начело на чета през Горноджумайското въстание[9]
- Васил Будинарски (1870 – след 1950), български революционер
- Геро Кантуров, български революционер, деец на ВМРО[10]
- Глигор Смокварски (1914 – 1984), виден композитор от Социалистическа Република Македония
- Глигор Поповски (1928 – 2007), виден писател от Северна Македония
- Григор Георгиев Зверката (1857 – ?), войвода на ВМОК
- Иван Атанасов (1889 – ?), македоно-одрински опълченец, 1 рота на 3 солунска дружина, ранен на 18 юли 1913 година, носител на орден „За храброст“ IV степен[11]
- Иван Илиев, български революционер от ВМОРО, четник на Григор Георгиев Зверката[12]
- Иван Николов, български революционер от ВМОРО, четник на Григор Георгиев Зверката[12]
- Иван Петев, български революционер от ВМОРО, четник на Христо Димитров – Кутруля[13]
- Костадин (Коста) Станков (1869 – ?), македоно-одрински опълченец, жител на Кюстендил, 2 рота на Кюстендилската дружина[14]
- Мите, български революционер, деец на ВМРО[10]
- Никола Иванов, български революционер от ВМОРО, четник на Григор Георгиев Зверката[12]
- Панте Сиков, български революционер, деец на ВМРО[15][16]

Починали в Будинарци
- Андрей Докурчев (1880 – 1907), български революционер